# 23,1-Meter-Klasse der DGzRS
Die 23,1-Meter-Klasse ist eine Serie von vier Seenotkreuzern (SK) der Deutschen Gesellschaft zur Rettung Schiffbrüchiger (DGzRS). Die Schiffe dieser Klasse wurden in den Jahren 1996 und 1997 von der Schweers-Werft in Bardenfleth gebaut. Das Typschiff ist der Kreuzer Hermann Rudolf Meyer, daher spricht man auch von der Meyer-Klasse.

## Ausstattung
In dieser Klasse hat die DGzRS im Vergleich zu den vorherigen Klassen einige erhebliche Änderungen realisiert.
Nach der Erprobung auf der Fritz Behrens wurde erstmals eine Klasse mit einer Deltarumpfform gebaut. Die breiteste Stelle des Schiffes ist das Heck, was zu einer besseren Kursstabilität bei hoher See von achtern führt. Ansonsten wurde die bewährte Netzspantenbauweise aus seewasserbeständigem Aluminium angewandt. Kreuzer und Tochterboot richten sich nach einem Kentern selbst auf.
Wegen der Erfahrungen aus dem Unglück der Alfried Krupp wurde ein geschlossener Hauptfahrstand gebaut. Er kann bei Bedarf im sogenannten Gasschutzbetrieb betrieben werden. Dazu werden alle Schotts geschlossen und im Schiffsinneren ein geringer Überdruck erzeugt, der das Eindringen von schädlichen Gasen verhindert. Außerdem wird die Luftansaugung für die Maschinen auf Filter umgestellt und die Abgase auf eine geringere Temperatur herunter gekühlt, um zu verhindern, dass diese z. B. in einem explosiven Luftgemisch eine Verpuffung verursachen. Die obere Nasszelle dient dabei als Schleuse, in der auch in einem gewissen Grad die Dekontamination erfolgt. Außerdem gibt es einen offenen Fahrstand an der Hinterkante und oberhalb der Kommandobrücke mit einem Minimum an Bedienelementen, der genutzt werden kann, wenn die Wetterbedingungen es zulassen und die Besatzung auf akustische Signale angewiesen ist.
Angetrieben werden die Kreuzer von zwei Dieselmotoren (MTU 8V 396 TE 74L, je 990 kW/1.350 PS), die jeweils über ein Wendegetriebe auf je einen Propeller wirken. Zusätzlich sorgt eine Bugstrahlanlage (72 kW/98 PS) für eine verbesserte Manövrierfähigkeit. Die Reichweite beträgt bei 10 Knoten Fahrt bis zu 1.200 Seemeilen. Das Tochterboot wird von einem Dieselmotor (Steyr, 230 oder 250 PS) und einem Propeller angetrieben.
Für technische Hilfeleistungen sind sie u. a. mit einer Feuerlöschpumpe von 380 m³/h Leistung, einem ferngesteuerten Monitor mit 90 m Wurfweite, einem Schlepphaken, mehreren Suchscheinwerfern und mobilen Lenzpumpen ausgerüstet. Wie alle Schiffe der DGzRS besitzen die Kreuzer die aktuellen Geräte der Funk- und Navigationstechnik. Unter Deck liegen die Wohnräume der Besatzung und die Messe mit der Kombüse, um den Mitarbeitenden während ihrer 14-tägigen Dienstzeit an Bord das entsprechende Umfeld zu bieten. In der Messe kann der Tisch auf Sitzhöhe abgesenkt werden, damit der Raum als Bordhospital genutzt werden kann. Für diesen Zweck befindet sich dort ein Stauraum für die notwendigen medizinischen Geräte und Hilfsmittel.

## Die Schiffe

### Hermann Rudolf Meyer

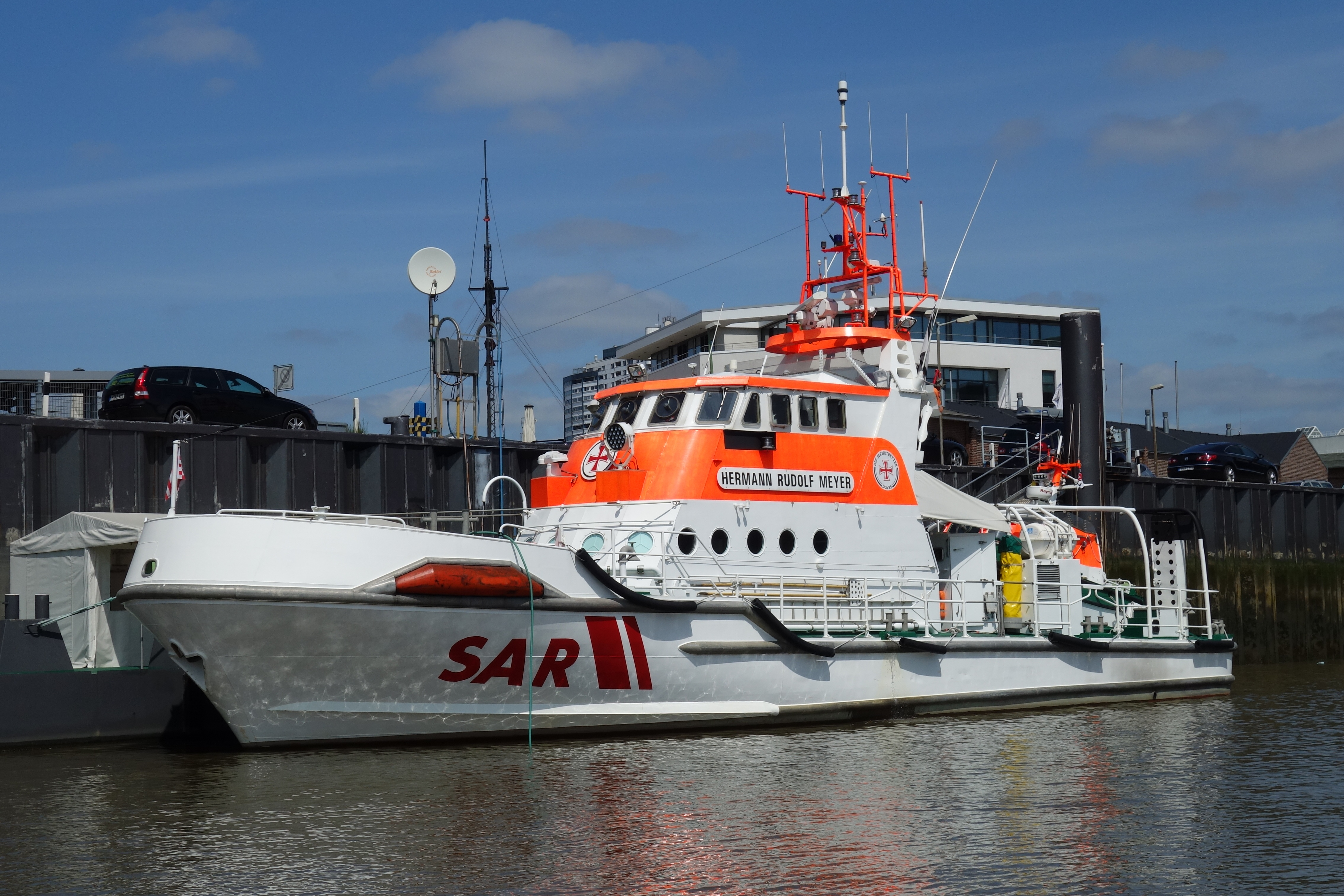
Die Hermann Rudolf Meyer 2017 in Bremerhaven

Das Typschiff (Werft-Nr. 6490) wurde im Juli 1996 in Dienst gestellt wurde, die Taufe fand jedoch erst am 11. Oktober 1996 zusammen mit dem Schwesterschiff Hans Hackmack in Bremen-Vegesack statt. Getauft wurde das Schiff auf den Namen des 1979 verstorbenen Bremer Verlegers des Weser-Kurier, Hermann Rudolf Meyer, einen Förderer der DGzRS. Die DGzRS-interne Bezeichnung des Kreuzers lautet SK 25. Das Tochterboot (Baunummer 6491) erhielt den Vornamen von Meyers Enkelsohn Christian, es hat interne Bezeichnung TB 27.
Seit dem 20. Juli 1996 ist die Hermann Rudolf Meyer in Bremerhaven stationiert.

### Hans Hackmack

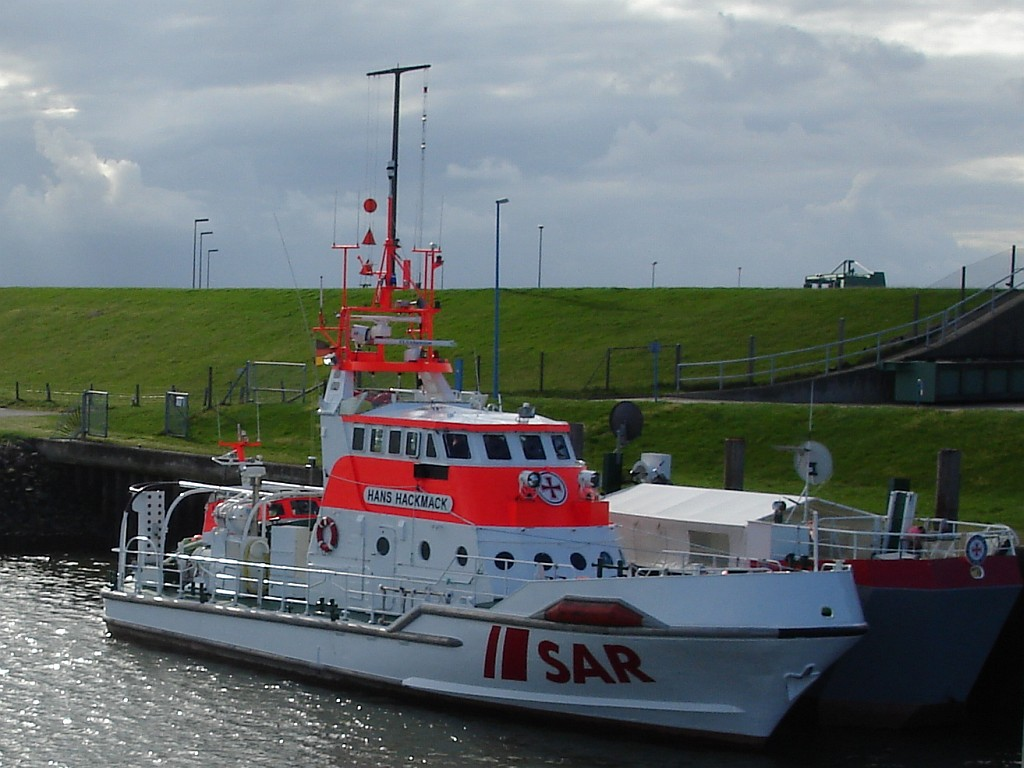
Die Hans Hackmack 2006 in Büsum

Die Hans Hackmack (Werft-Nr. 6492) wurde am 11. Oktober 1996 in Bremen-Vegesack auf den Namen des 1970 verstorbenen Bremer Journalisten und Verlegers des Weser-Kuriers, Hans Hackmack, einem Förderer der DGzRS, getauft. Die DGzRS-interne Bezeichnung lautet SK 26. Das Tochterboot (Baunummer 6493) erhielt den Vornamen von Hackmacks Ehefrau Emmi. Es hat die interne Bezeichnung TB 28.
Nach zehn Jahren Dienstzeit erhielt der Kreuzer im Jahr 2006 eine Klimaanlage und das Tochterboot einen neuen Motor mit gleicher Leistung.
Von Dezember 1996 bis April 2011 war die Hans Hackmack in Büsum stationiert. Anschließend erfolgte die Verlegung zur Seenotrettungsstation Grömitz, wo der Kreuzer bis Februar 2021 blieb. Am 31. Januar 2021 kam der Neubau-Kreuzer Felix Sand zur Station in Grömitz und die Hans Hackmack wurde ein Kreuzer ohne feste Station. Um das Schiff für weitere zehn Jahre fit zu machen, kam es vorher zu einer Generalrevision auf die hauseigene Werft in Bremen. Dabei wurden die Navigationsanlage erneuert und die beiden Maschinen ausgebaut, damit diese beim Hersteller einer Grundüberholung unterzogen werden konnten.

### Theo Fischer

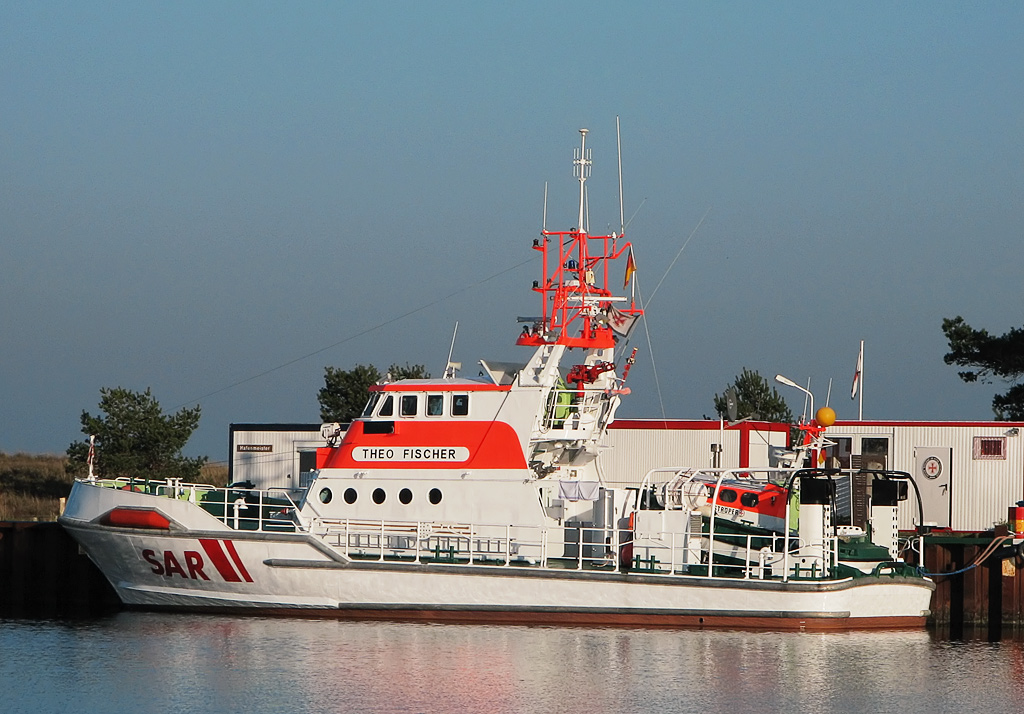
Die Theo Fischer im Nothafen Darßer Ort

Die Theo Fischer wurde 1997 unter der Werft-Nr. 6494 gebaut. Getauft wurde das Schiff in Emden am 16. Oktober 1997 zusammen mit dem Schwesterschiff Bernhard Gruben. Es bekam den Namen des am 1. Januar 1995 bei einem Unfall des Seenotkreuzers Alfried Krupp ums Leben gekommenen Maschinisten. Die DGzRS-interne Bezeichnung des Kreuzers ist SK 27.
Das Tochterboot Ströper (Baunummer 6495) hat die interne Bezeichnung TB 29. Der Name bedeutet im Mecklenburger Plattdeutsch „pfiffiger Junge“.
Vom 11. April 1997 bis zum 4. August 2003 war die Theo Fischer in Warnemünde stationiert. Seit 7. Oktober 2003 gehört sie zur DGzRS-Station Darßer Ort. Wegen Versandung der Zufahrt zum Nothafen Darßer Ort musste der Kreuzer mehrfach in den Hafen von Barhöft verlegt werden. Dadurch kommt es bei Notfällen in der Kadetrinne zu verlängerten Anfahrtszeiten.
Im Jahr 2021 wurde der Kreuzer durch den Neubau Nis Randers auf seiner Station Darßer Ort ersetzt und steht seitdem als Kreuzer ohne feste Station zur Verfügung. Wie das Schwesterschiff Hans Hackmack erhielt der Kreuzer vorher eine Generalüberholung.

### Bernhard Gruben

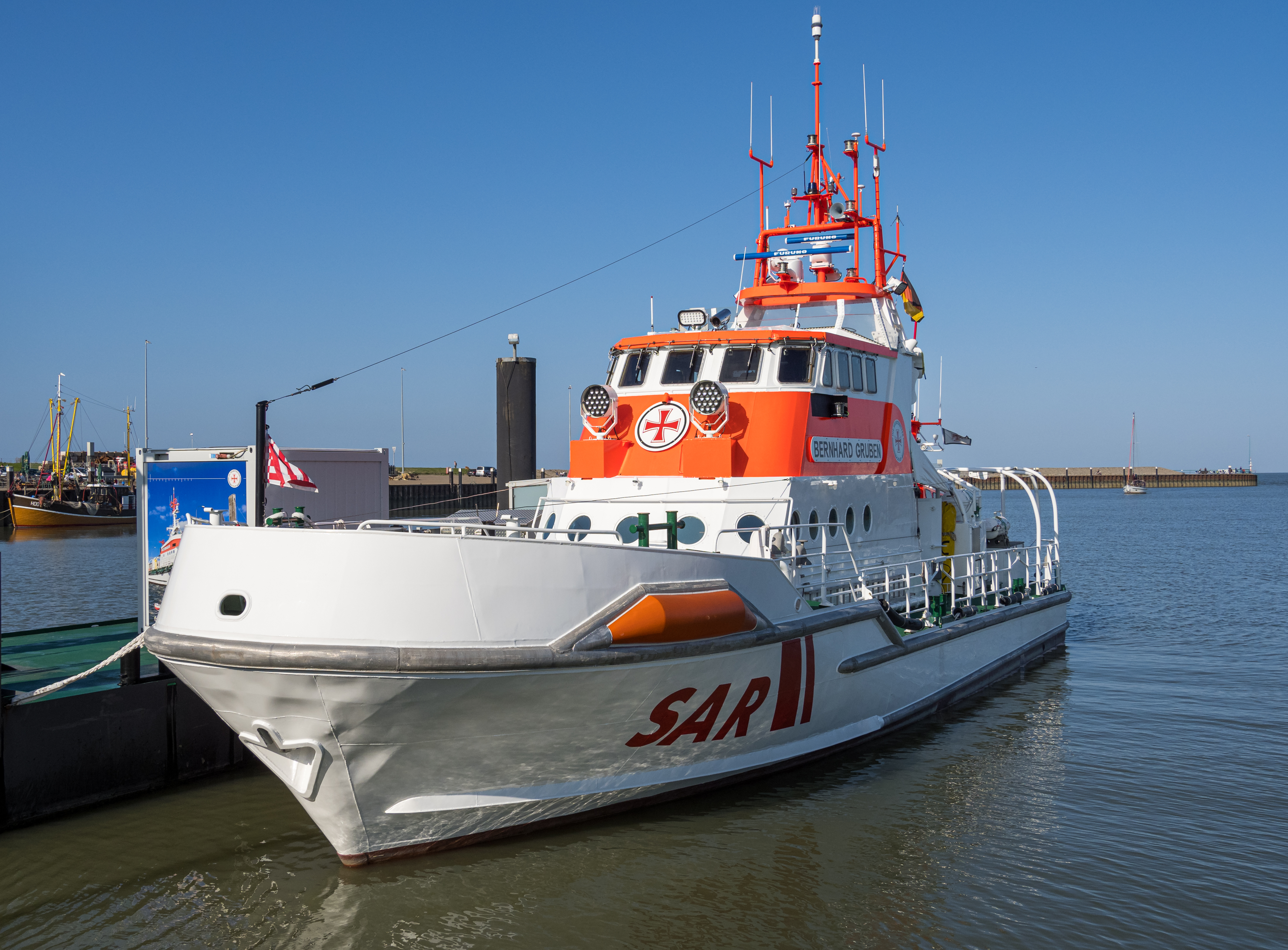
Der Seenotrettungskreuzer Bernhard Gruben in Hooksiel

Die Bernhard Gruben wurde 1997 unter der Werft-Nr. 6496 gebaut. Am 16. Oktober 1997 wurde das Schiff in Emden zusammen mit dem Schwesterschiff Theo Fischer getauft. Es bekam den Namen des am 1. Januar 1995 beim Unfall des Seenotkreuzers Alfried Krupp ums Leben gekommenen Vormanns. Die DGzRS-interne Bezeichnung des Kreuzers ist SK 28.
Das Tochterboot Johann Fidi (Baunummer 6497) hat die interne Bezeichnung TB 30. Es erhielt den Namen zu Ehren der Norderneyer Familie Raß, aus deren Reihen mehrere Generationen Rettungsmänner hervorgegangen sind. Es ist das zweite Tochterboot dieses Namens; bereits das Beiboot des Seenotkreuzers Otto Schülke war so benannt worden.
Vom 5. August 1997 bis 11. Januar 2018 war die Bernhard Gruben im Hafen der ostfriesischen Insel Norderney stationiert. Nach einer Generalüberholung wurde sie am 13. April 2018 anschließend zur Seenotrettungsstation Hooksiel verlegt und löste die dort stationierte Vormann Steffens ab.

## Fotos

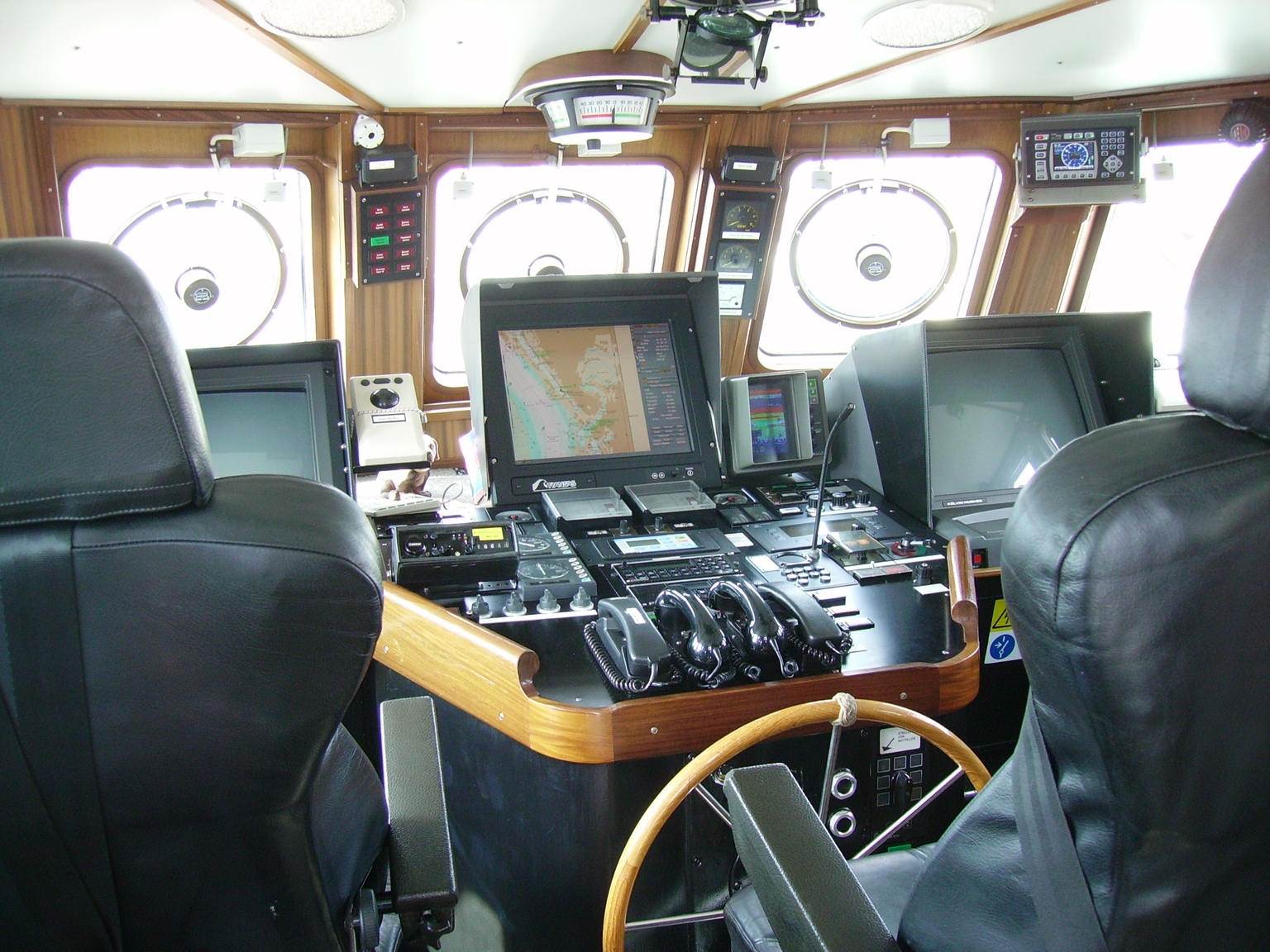
Hauptfahrstand im Deckshaus
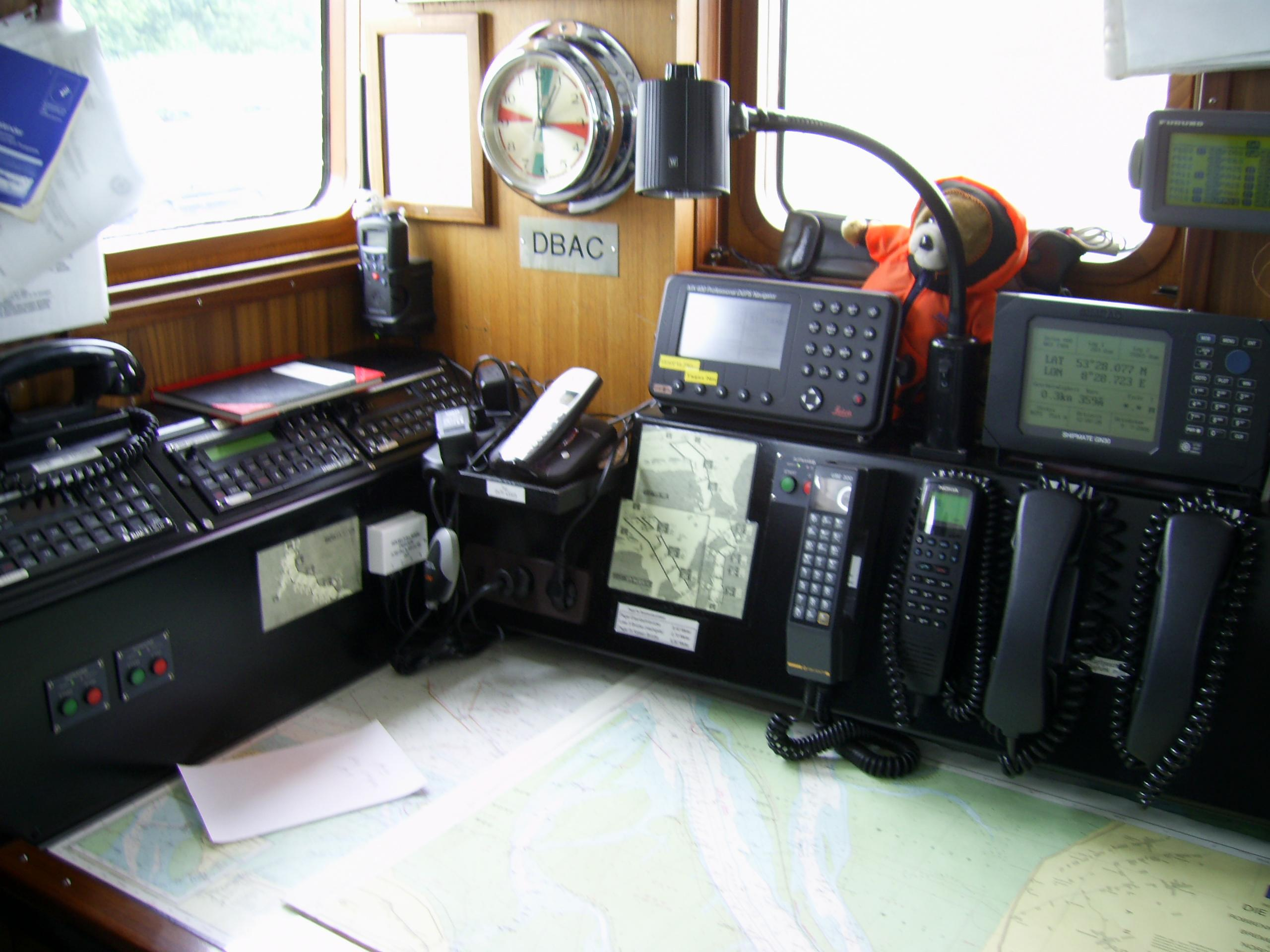
Karten- und Funkplatz
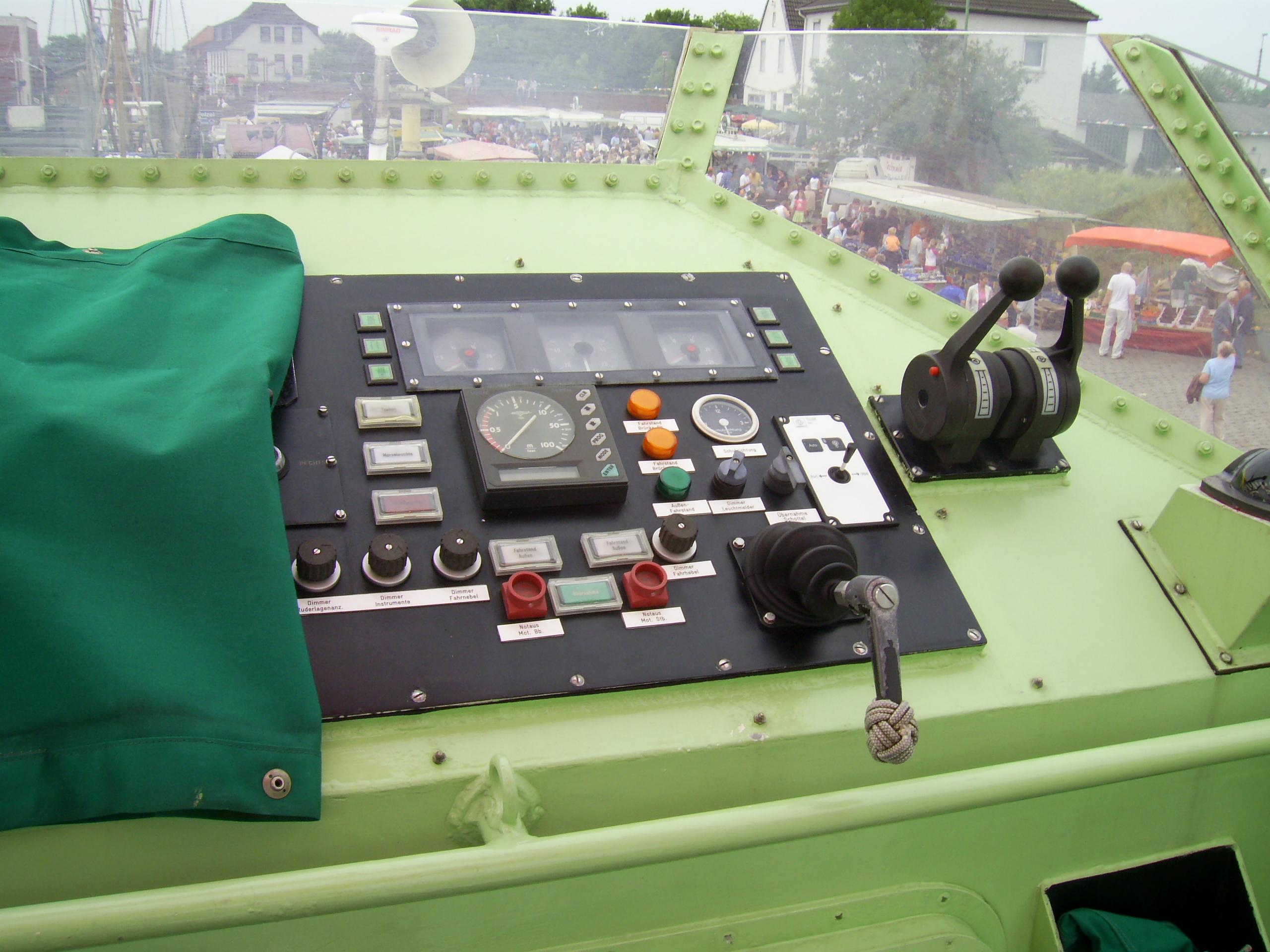
Außenfahrstand
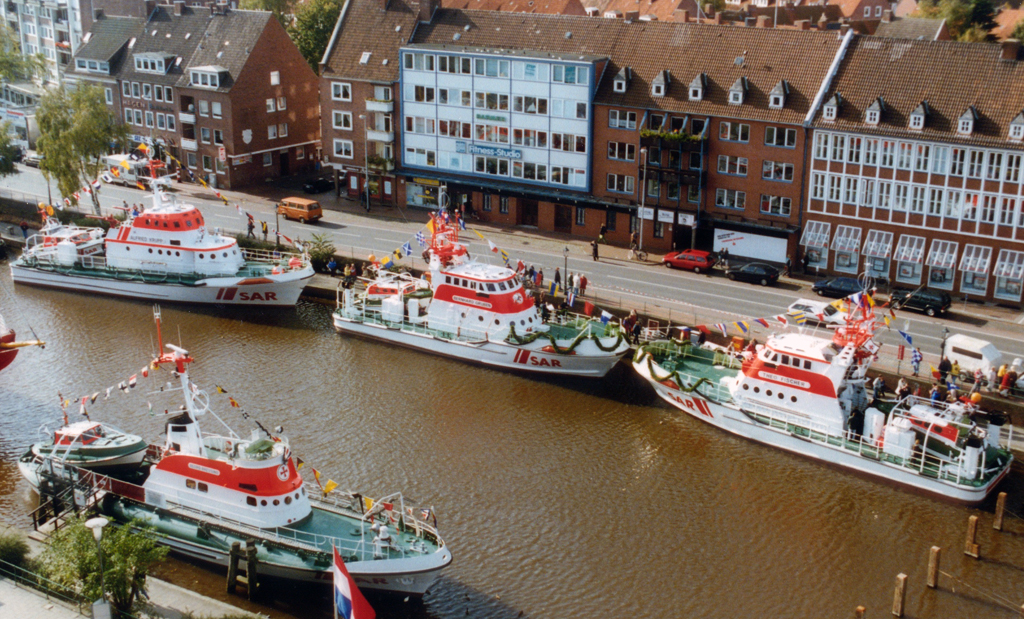
Taufe von Theo Fischer und Bernhard Gruben in Emden 16. Oktober 1997
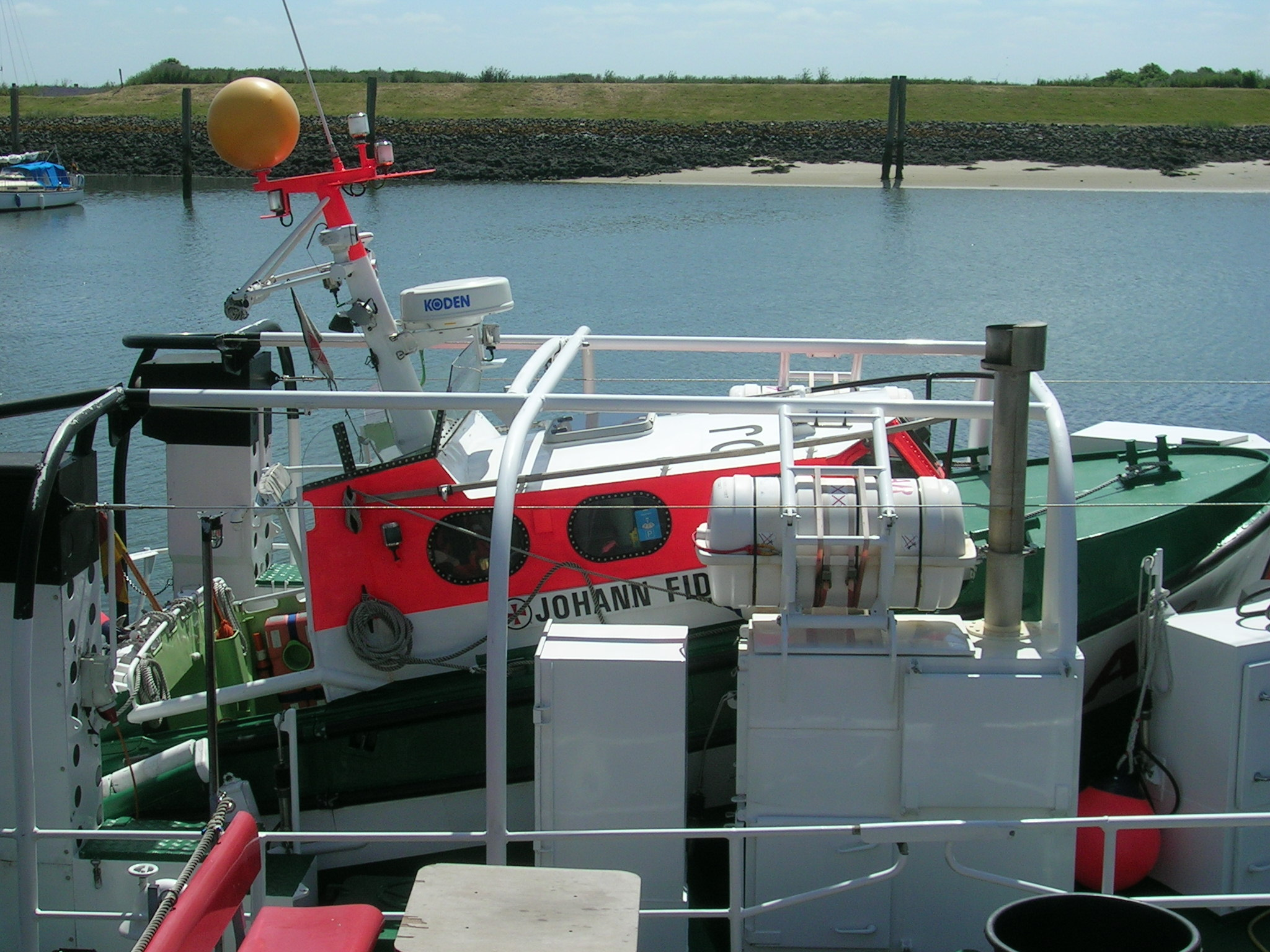
Unterbringung des Tochterbootes Johann Fidi
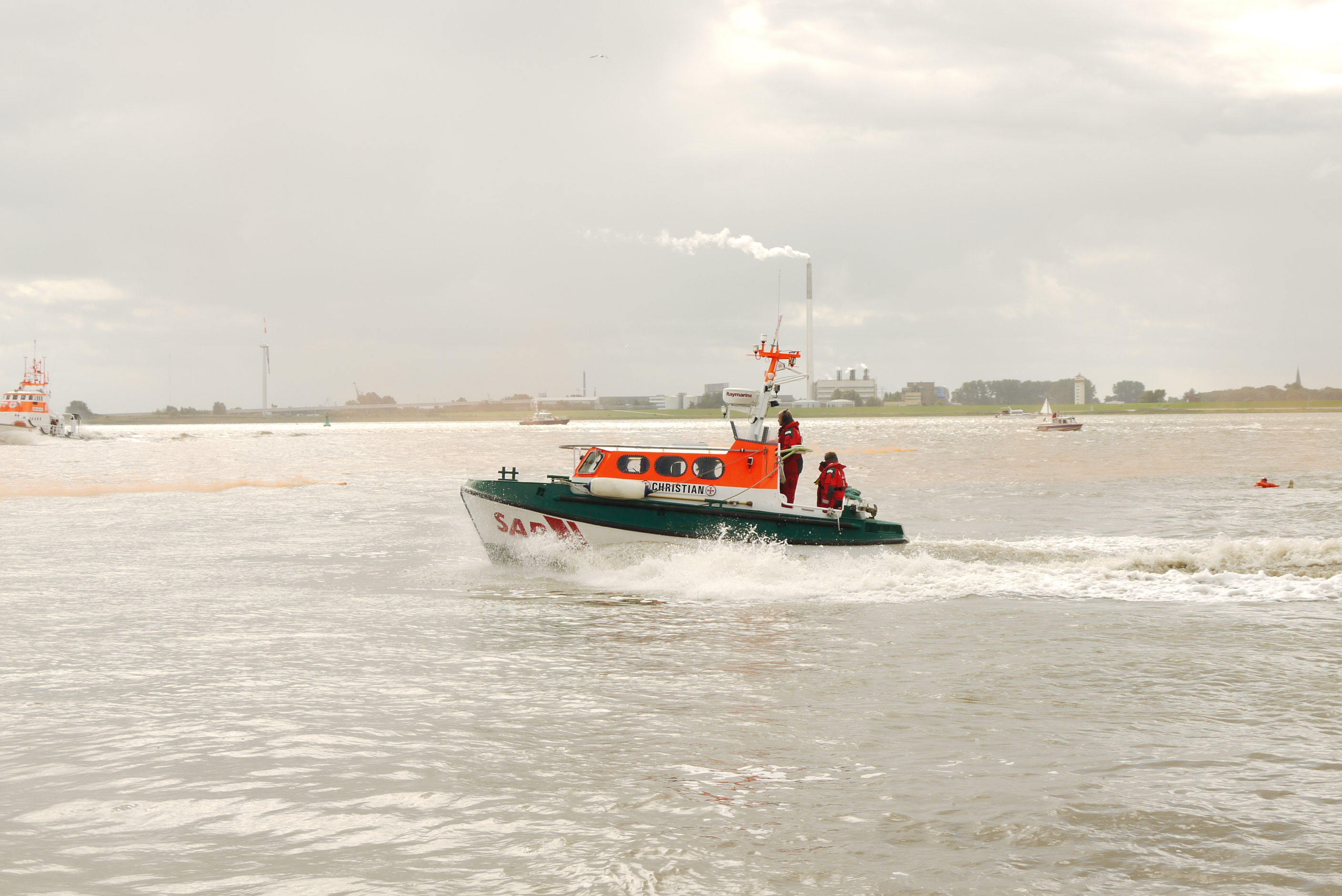
Tochterboot Christian bei einer Übung 2010

## Tabelle der Stationierungen
| Seenotrettungskreuzer der 23,1-Meter-Klasse und ihre Stationierungen |                               |                                          |                                              |      |                             |                                  |                      |
| Text auf grünem Hintergrund: aktives Boot auf Station                |                               |                                          |                                              |      |                             |                                  |                      |
| Bau-Nr. – Name Rufzeichen                                            | Tochterboot                   | Rettungs- stationen                      | Stationierungen von - bis                    | Bild | Baudaten Jahr/Werft/Bau Nr. | Taufe                            | Bemerkung - Verbleib |
| SK 25 HERMANN R. MEYER Ruf: DBAC                                     | TB 27 CHRISTIAN Ruf:          | Bremerhaven                              | seit 07/1996                                 |      | Bj. 1996 Schweers Nr. 6490  | 11. Oktober 1996 Bremen-Vegesack |                      |
| SK 26 HANS HACKMACK Ruf: DBAT                                        | TB 28 EMMI Ruf:               | Büsum Grömitz ohne feste Station         | 12/1996→04/2011 04/2011→2021 seit 2021       |      | Bj. 1996 Schweers Nr. 6492  | 11. Oktober 1996 Bremen-Vegesack | Springer             |
| SK 27 THEO FISCHER Ruf: DBBR                                         | TB 29 STRÖPER Ruf:            | Warnemünde Darßer Ort ohne feste Station | 04/1997→08/2003 08/2003→08/2021 seit 10/2021 |      | Bj. 1997 Schweers Nr. 6494  | 16. Oktober 1997 Emden           | Springer             |
| SK 28 BERNHARD GRUBEN Ruf: DBBS                                      | TB 30 JOHANN FIDI Ruf: DJ4120 | Norderney Hooksiel                       | 08/1997→01/2018 seit 01/2018                 |      | Bj. 1997 Schweers Nr. 6496  | 16. Oktober 1997 Emden           |                      |
| Stand @ Oktober 2022                                                 |                               |                                          |                                              |      |                             |                                  |                      |